# Rocka Rolla
Rocka Rolla — дебютный студийный альбом британской группы Judas Priest, выпущенный в 1974 году. Исполнен в нехарактерных для Judas Priest стилях — хард-рок, блюз-рок и психоделический рок. Далее группа придерживалась стиля хеви-метал. Изначальная обложка альбома и логотип не нравились Judas Priest — по мнению участников группы, они не соответствовали стилю хеви-метал.
Пластинку продюсировал Роджер Бэйн, который сделал себе имя как продюсер первых трёх альбомов Black Sabbath. Это единственный альбом с барабанщиком Джоном Хинчем.

## Значение
В марте 2024 года американский онлайн-ресурс Loudwire опубликовал обновлённый рейтинг дискографии группы из 19 студийных альбомов и разместил этот диск в нём на пятнадцатом месте.

## Список композиций
| №  | Название           | Автор(ы)                       | Длительность |
| -- | ------------------ | ------------------------------ | ------------ |
| 1. | «One for the Road» | Роб Хэлфорд, Кей Кей Даунинг   | 4:34         |
| 2. | «Rocka Rolla»      | Хэлфорд, Даунинг, Гленн Типтон | 3:05         |
| 3. | «Winter»           | Эл Аткинс, Даунинг, Иэн Хилл   | 1:41         |
| 4. | «Deep Freeze»      | Даунинг                        | 1:21         |
| 5. | «Winter Retreat»   | Хэлфорд, Даунинг               | 3:28         |
| 6. | «Cheater»          | Хэлфорд, Даунинг               | 2:59         |

| №   | Название                          | Автор(ы)                 | Длительность |
| --- | --------------------------------- | ------------------------ | ------------ |
| 7.  | «Never Satisfied»                 | Аткинс, Даунинг          | 4:50         |
| 8.  | «Run of the Mill»                 | Хэлфорд, Даунинг, Типтон | 8:34         |
| 9.  | «Dying to Meet You/Hero, Hero»    | Хэлфорд, Даунинг         | 6:23         |
| 10. | «Caviar and Meths» (Инструментал) | Аткинс, Даунинг, Хилл    | 2:02         |

| №   | Название                            | Автор(ы)   | Длительность |
| --- | ----------------------------------- | ---------- | ------------ |
| 11. | «Diamonds & Rust» (Joan Baez cover) | Джоан Баэз | 3:12         |

## Состав группы
- Роб Хэлфорд — вокал, гармоника
- Гленн Типтон — гитара, синтезатор, бэк-вокал
- Кей Кей Даунинг — гитара
- Иэн Хилл — бас
- Джон Хинч[англ.] — ударные